# Заволікання

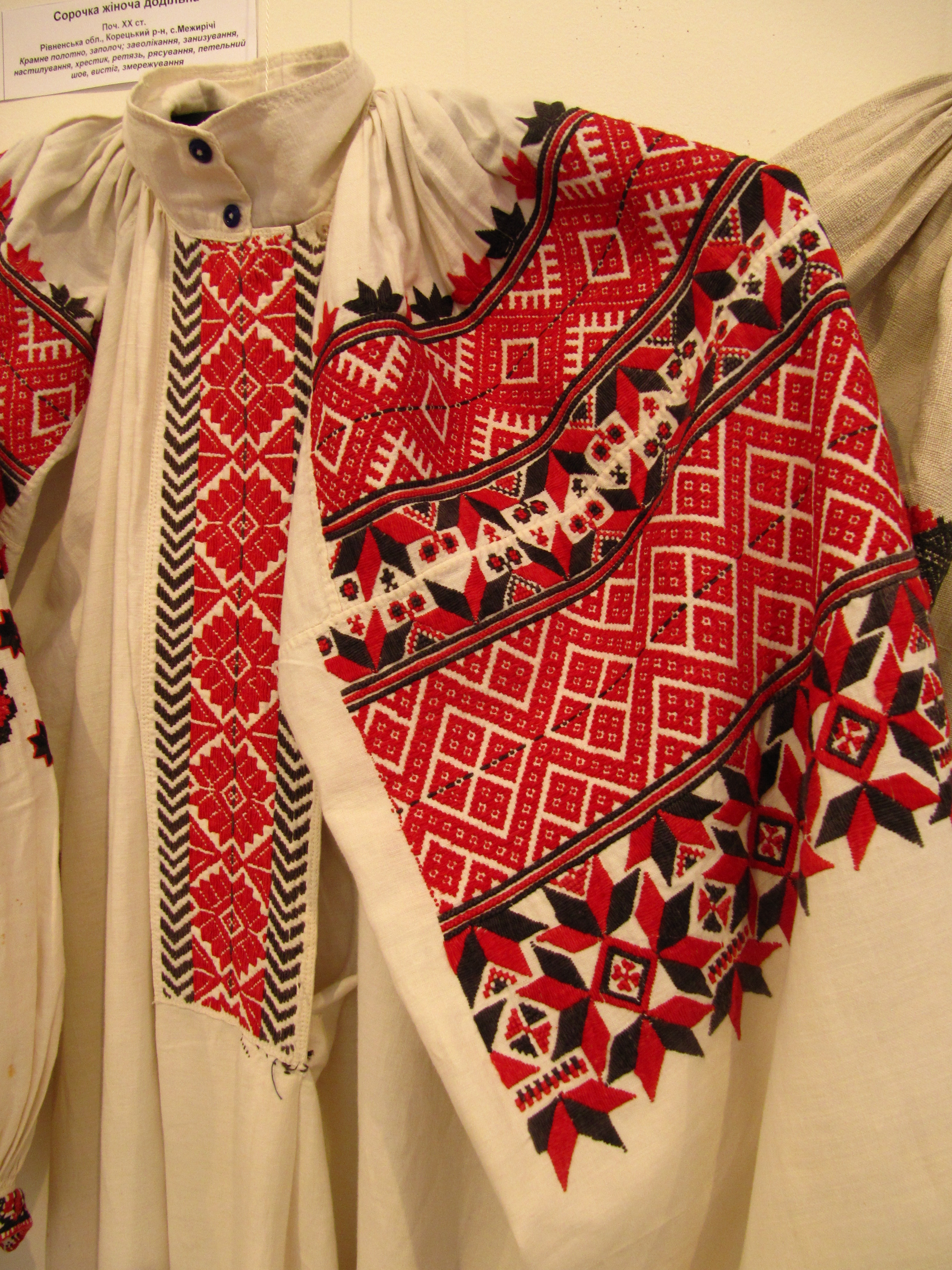
Сорочка, вишита заволіканням та гладдю, с. Великі Межирічі, Полісся

Заволіка́ння (зани́зування, а також підволікання, підбір, підбирання, перетикання) — вишивальний шов, що ґрунтується на техніці «вперед голку» і імітує узорне перебірне ткання. На теренах України характерний для Полісся, де ним вишивають переважно стрічкові геометричні орнаменти червоного кольору з незначним вкрапленням синього або чорного.

## Техніка виконання
Заволіканням вишивають голкою з тупим кінцем на тканині з полотняним переплетінням ниток.
Нитку закріплюють з вивороту полотна, переводять на лицевий бік. Вишивають справа наліво технікою «вперед голку». Голку спрямовують між двома сусідніми нитками піткання і набирають на неї кількість ниток основи, визначену схемою орнаменту. Коли досягають лівого краю орнаменту, з вивороту полотна роблять стібок на одну нитку по вертикалі, виводять голку на лице і обертають полотно на 180°. Наступний ряд вишивають точно повторюючи попередній. Третій ряд вишивають за схемою орнаменту, а четвертий знов повторює його…
Для заволікання характерне поняття «чисниці» — кількості ниток, якій кратний орнамент. Вона може складати 2 або 3 нитки. Якщо чисниця — 2, то кожен стібок кратний 2 ниткам полотна і вишивання ряду повторюють двічі (як описано у попередньому абзаці), якщо ж чисниця — 3, то кожен стібок кратний 3 ниткам полотна, а кожен ряд вишивають тричі. У зв'язку з таким способом вишивання заволікання творить геометричні орнаменти зі ступінчастою діагоналлю.
Вишиваючи заволіканням, слід класти нитку вільно. Так як вона простягається на всю ширину взору, сумарний натяг може значно зібрати вишивку.
Доходячи до кінця кожного парного ряду (у випадку чисниці 2) традиційно роблять не просто вертикальний стібок, а залишають з вивороту петлю, або й взагалі обрізають нитку, залишаючи стирчати її кінець довжиною декілька сантиметрів. Ця традиція з одного боку імітує перебірне ткання, проте з іншого — дозволяє запобігти збиранню вишивки у випадку скорочення нитки внаслідок прання.
Занизування відрізняється тим, що кожен ряд вишивають лише один раз. Узори, утворені ним, мають чітку діагональ.

## Регіональні особливості

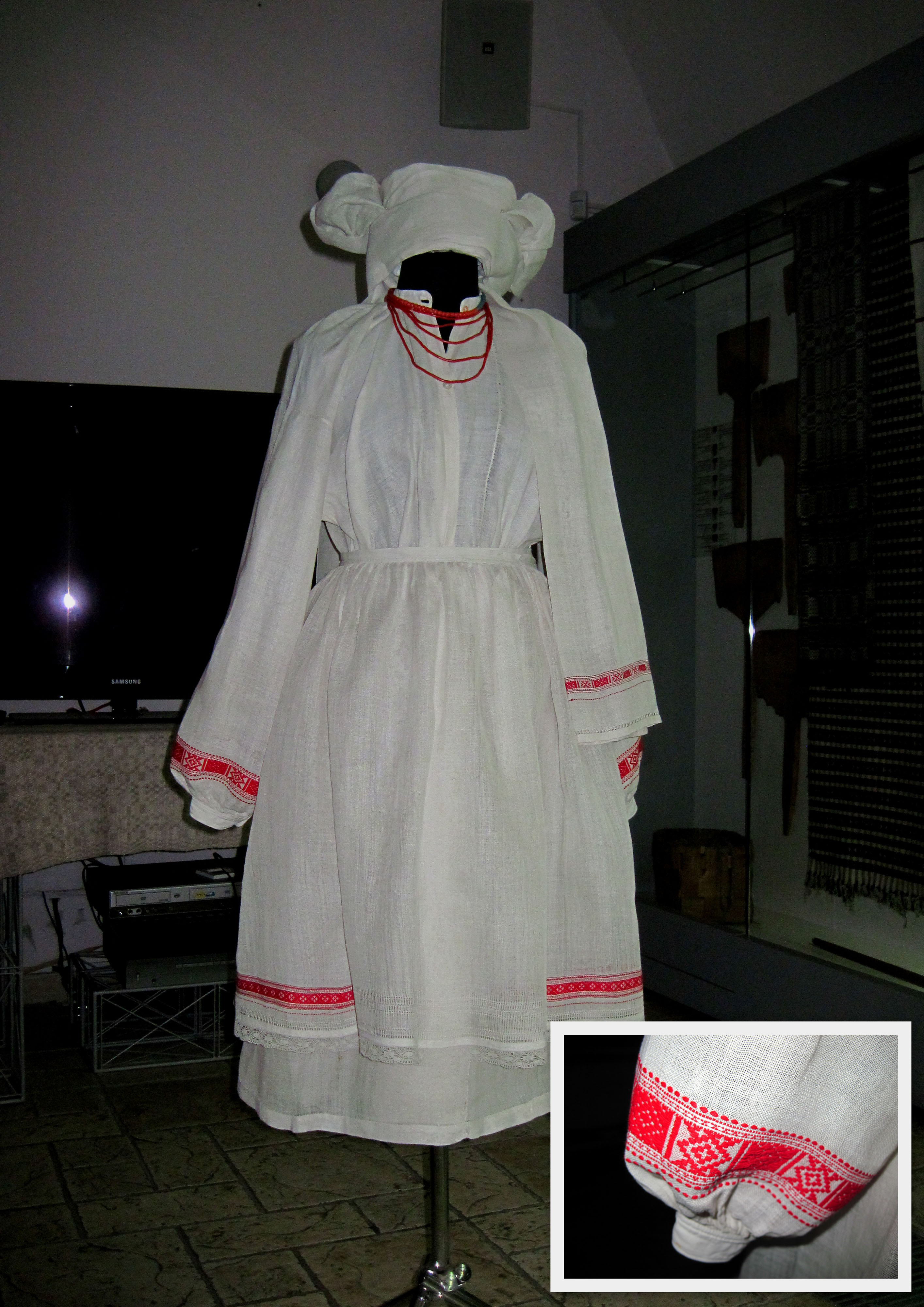
Серпанковий стрій с. Крупове

Занизування та заволікання найширше представлені на Поліссі. Тут ними орнаментували жіночі та чоловічі сорочки, а також фартухи , літники та намітки. Заволікання відоме також на Бойківщині. У цьому регіоні воно вирізняється своєю рельєфністю, адже виконується ниткою, грубшою за полотно. Занизування зустрічається у Східному Поділлі та Закарпатті.

### Заволікання у поліській вишивці
Серед поліських вишивок заволіканням значний обсяг становлять вишивки жіночих сорочок. Вони розміщувались на уставках та рукавах сорочок, комір та манжети часто орнаментували іншими техніками (настилування, верхоплут, хрестик) .
Вишивали переважно вузькі або широкі смуги геометричного орнаменту нитками червоного кольору. У широких смугах між основним узором і вузькими покрайницями додавали вузькі смуги чорного або синього кольорів, вишиті тим же заволіканням або стебнівкою. У дуже широких узорах таку смугу додавали також посередині. У деяких місцевостях між смугами вишивали дрібні геометричні елементи.
Власне орнамент нескладний за своєю структурою, утворюється ритмічним повторенням окремих або вписаних один в одних ромбів, восьмикутних зірок, ламаних ліній. Часто зустрічається мотив «восьмиріжка». Найпоширенішим мотивом вишивок Полісся є розетка. Вона може бути чотирьох-, шести- або восьмиконечна, з гострими або заокругленими краями, і чергуватись з ромбами, хрестами, ламаними тощо.
На уставках жіночих сорочок Полісся найчастіше вишивали одну або декілька горизонтальних смуг середньої ширини. Рукава у святкових сорочках на Поліссі орнаментували густо, вишивка вкривала майже всю їх площину.. Щодо варіантів розміщення вишивки на рукавах, то тут зустрічалося декілька можливостей. У Сарненському районі Рівненщини часто використовувались дві композиції: широка вертикальна смуга вздовж рукава з покрайницями або безліч відносно вузьких горизонтальних смуг («сквузні», «тарабанчики»)(можливо різної ширини) поперек рукава. У другому випадку між горизонтальними смугами могли вишивати ряди дрібних геометричних елементів («подзьоби») на деякій віддалі один від одного. Горизонтальні смуги в такому випадку могли бути і тканими. У Володимирецькому районі Рівненщини на рукавах вишивали три поздовжні смуги орнаменту. У повсякденних сорочках нижче уставки вишивали лише одну смугу (трохи ширшу, ніж на уставці) орнаменту.
У вишивці чоловічих сорочок на Поліссі заволікання конкурувало з настилуванням, а пізніше хрестиком. Тож поширене менше. Вишивали ним переважно широкі манішки.
На намітках заволіканням вишивали два кінці і два вузькі «чола» (які при вив'язуванні опинялися навколо обличчя) у визначених місцях вздовж її полотна . На кінцях вишивали традиційну смугу, середньої ширини, вишивки ж «чола» були дуже вузькі. Іноді на кінцях вишивка займала лише третину ширини намітки, оскільки при вив'язуванні її складали декілька разів і приблизно саме така площа опинялася назовні.
Вузькі та широкі смуги заволікання орнаментували жіночі фартухи. Вишивка розміщувалась внизу виробу, ніколи не доходила вище колін.

## Аналоги у світі

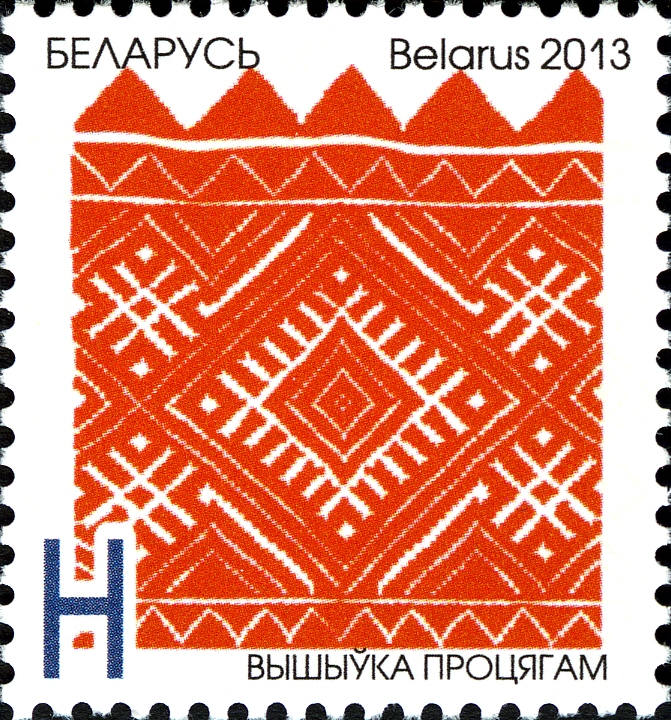
Вишивка процягам, Білорусь

Оскільки заволікання є логічним наступником ткацтва, воно зустрічається у вишивці багатьох народів світу. В англомовних країнах цей шов відомий під назвою англ. pattern darning, у Росії — як рос. набор, в Білорусі — біл. нацяг, завалаканне, процяг.